# Calomys
Calomys is een geslacht van zoogdieren uit de familie van de Cricetidae. De wetenschappelijke naam van het geslacht werd in 1837 gepubliceerd door George Robert Waterhouse.

## Soorten
Er worden 19 soorten in dit geslacht geplaatst:
- Calomys achaku Zeballos, Palma, Marquet, & Ceballos, 2014
- Calomys boliviae (O. Thomas, 1901)
- Calomys callidus (O. Thomas, 1916)
- Calomys callosus (Rengger, 1830)
- Calomys cerqueirai Bonvicino, J. A. de Oliveira, & Gentile, 2010
- Calomys chinchilico Zeballos, Palma, Marquet, & Ceballos, 2014
- Calomys expulsus (P. W. Lund, 1840)
- Calomys fecundus (O. Thomas, 1926)
- Calomys frida (O. Thomas, 1917)
- Calomys hummelincki (Husson, 1960)
- Calomys laucha (G. Fischer, 1814)
- Calomys lepidus (O. Thomas, 1884)
- Calomys mattevii Gurgel-Filho, Feijó, & Langguth, 2015
- Calomys miurus (O. Thomas, 1926)
- Calomys musculinus (O. Thomas, 1913)
- Calomys sorella (O. Thomas, 1900)
- Calomys tener (Winge, 1888)
- Calomys tocantinsi Bonvicino, J. F. S. Lima, & F. C. Almeida, 2003
- Calomys venustus (O. Thomas, 1894)

Andalgalomys · Auliscomys · Calassomys · Calomys · Eligmodontia · Galenomys · Graomys · Loxodontomys · Phyllotis · Salinomys · Tapecomys